# Merionoeda vulpecula
Merionoeda vulpecula là một loài bọ cánh cứng trong họ Cerambycidae.